# William Daniell

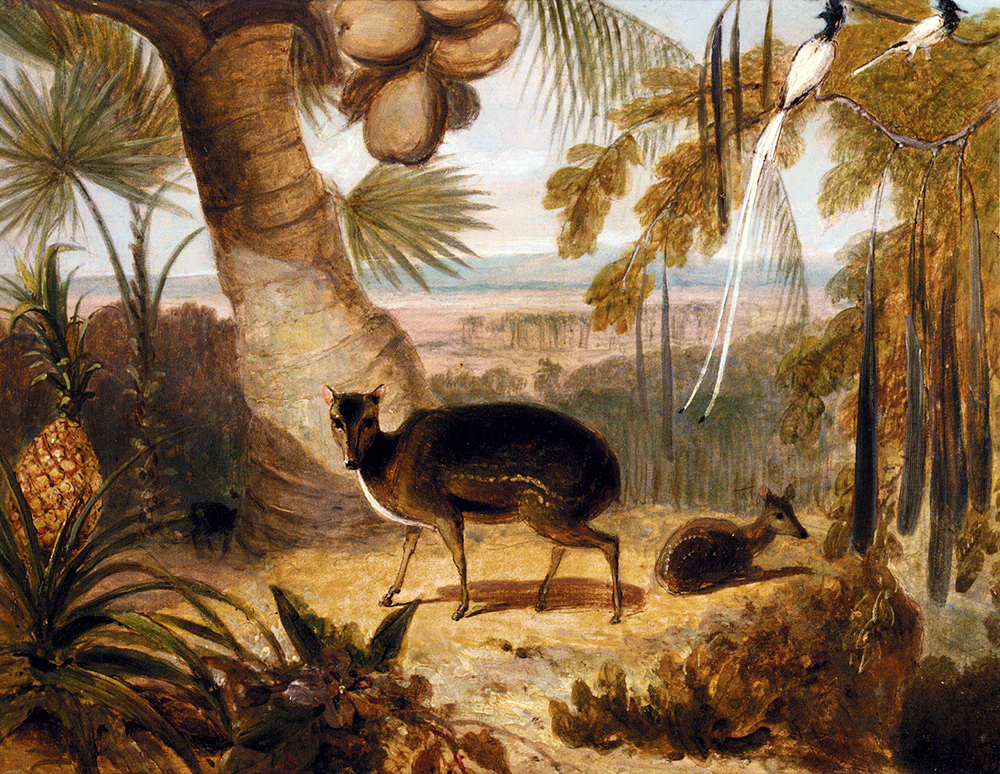
Moschushirsche und Paradiesvögel

William Daniell (* 1769 in Chertsey, Surrey; † 16. August 1837 in New Camden Town) war ein britischer Maler und Radierer.
Daniell begleitete seinen Onkel Thomas Daniell nach Indien und wurde 1822 Mitglied der königlichen Akademie. Er hat eine Menge Zeichnungen und Stiche für Werke geliefert; so war er Mitarbeiter an den bei dem vorigen genannten.

## Werke (Auszug)
- A series of Views of London etc. (12 kolorierte Blätter, London 1812)
- Interesting selections of animated nature (60 Blätter, das. 1809, 2. Ausgabe mit 120 Blättern 1820)
- A Voyage round Great Britain – in the summer 1813 (das. 1814–20, 4 Bände)
- Illustrations of the island of Staffa (9 kolorierte Blätter, das. 1818)

Nach seinem Tod erschien
- Eastern legendary tales and oriental romances etc., Stahlstiche nach Daniells Zeichnungen (London, 2 Bände)

Ein Gemälde von ihm, A View of the longwalk, Windsor, befindet sich in der königlichen Sammlung.